# Walter Neuwirth

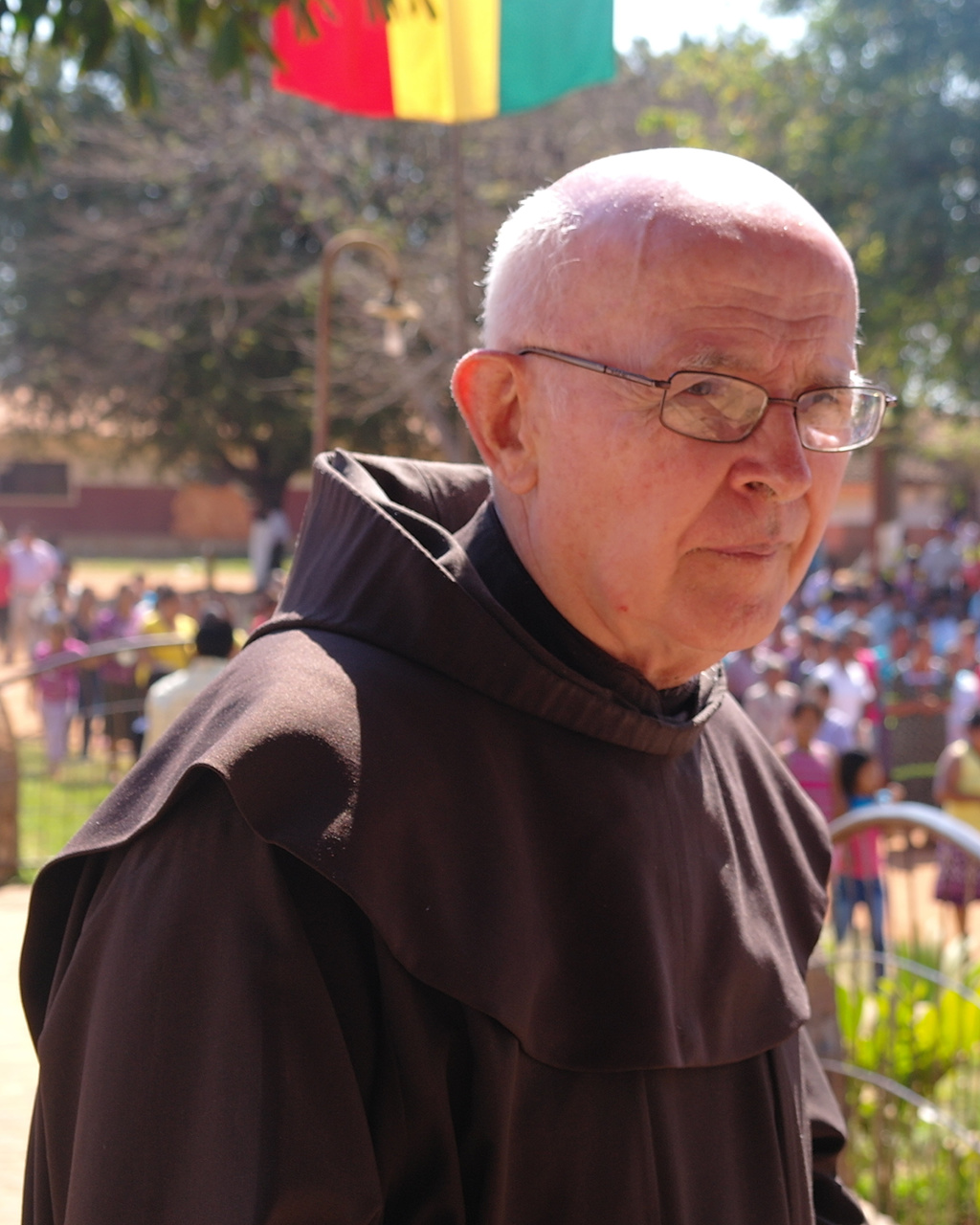
Walter Neuwirth (OFM)

Walter Neuwirth (* 8. August 1935 in Wihorschen/Hlásná Lhota als Josef Neuwirth; † 4. Juni 2020 in Santa Cruz) war ein deutscher Ordensgeistlicher und Missionar.

## Leben
Josef Neuwirth wurde 1935 auf einem Bauernhof als jüngstes von zehn Kindern geboren. Wie sehr viele Deutsche aus dem Böhmerwald musste er 1946 mit Mutter und Geschwistern seine Heimat verlassen. Nach dem Eintritt in den Franziskanerorden erhielt er den Ordensnamen Walter und studierte in München Theologie. Nach der Priesterweihe am 9. August 1964 bereitete er sich in Spanien auf seinen Einsatz als Missionar im bolivianischen Tiefland vor.
Von 1966 bis in das Jahr 2009, als ihn die Folgen eines Schlaganfalls zwangen, sein Amt aufzugeben, wirkte er als Missionar und Pfarrer in Urubichá am Río Blanco im Quellgebiet des Amazonas. Als solcher war er zugleich Baumeister, Gründer und Vorstand einer ländlichen Genossenschaft und Förderer der musikalischen Talente der dort lebenden Indios. So baute er zwei Kirchen und zwei Schulgebäude in seinem weiten Pfarrsprengel und sorgte dafür, dass die Guarayos menschenwürdige Behausungen bekamen; während seiner Amtszeit wurden mehr als 500 kleine Häuser auf sein Betreiben und mit Unterstützung deutscher Missionswerke errichtet. Auf seine Veranlassung wurde die spanische Kinderbibel in die Sprache der Guarayos übertragen. Er arbeitete darauf hin, dass die Angehörigen seiner Pfarrei für sich und die Dorfgemeinschaft selbst zu sorgen lernten und nicht vom Staat oder Almosengebern abhängig blieben.
Bei seinem Einsatz für die Kirchenmusik knüpfte er an die Jesuitenmissionen des 17. und 18. Jahrhunderts an. Die Indios bauten ihre Streichinstrumente selbst. Anfangs gestalteten sie nur die Gottesdienste in ihrer Kirche. Später kamen die Sänger und Musiker aus Urubichá („Coro y Orquesta de Urubichá“) auf ihren Reisen auch nach Deutschland und traten bei der Eröffnung der Aktion Adveniat und in mehreren Konzerten in Deutschland und Österreich auf.
Neuwirth hielt während seiner Heimaturlaube, die er alle sechs Jahre in Klöstern seines Ordens in Bayern und bei seinen noch lebenden Schwestern verbrachte, wiederholt Gottesdienst in der Kirche von Záblatí (Sablat) und in der Wallfahrtskapelle der zugehörigen Ortslage Dobrá Voda (Gutwasser).
Nach seinem Einsatz als Missionar lebte er im Kloster San Antonio seines Ordens in Santa Cruz, wo er noch in der Seelsorge in einem Gefängnis aushalf und sich der in dieser Stadt studierenden jungen Menschen aus seiner ehemaligen Pfarrei annahm. In seiner Autobiografie „Ein Leben in Dankbarkeit“ beschrieb er seinen Werdegang vom Bauernbuben bis zum jahrzehntelangen Dienst als Missionar unter Indios.